# Choranthias salmopunctatus
A Choranthias salmopunctatus korábban, Anthias salmopunctatus a sugarasúszójú halak (Actinopterygii) osztályának sügéralakúak (Perciformes) rendjébe, ezen belül a fűrészfogú sügérfélék (Serranidae) családjába tartozó faj.

## Előfordulása
A Choranthias salmopunctatus elterjedési területe kizárólag az Atlanti-óceán egyenlítői részén található Szent Pál-sziklái (St. Paul's Rocks) környékére korlátozódik. Brazília egyik endemikus hala.

## Megjelenése
Ez a halfaj legfeljebb 6,1 centiméter hosszú. A hátúszóján 10 tüske és 15 sugár, míg a farok alatti úszóján 3 tüske és 7 sugár ül. Az oldalvonalán 46-51 pikkely van.

## Életmódja
A Choranthias salmopunctatus trópusi, tengeri halfaj, amely általában 30-55 méteres mélységben tartózkodik. A vízalatti sziklarepedéseket választja élőhelyül; miután megfelelő élőhelyre talált, azt már nem hagyja el; emiatt a különböző repedések lakói nemigen keverednek egymással. Egy ilyen sziklarepedésben 5-10 fős rajok élnek. Ha a lakóhelyükhöz Chromis multilineata és Prognathodes obliquus halrajok közelednek, akkor a Choranthias salmopunctatusok közéjük vegyülnek, legalábbis addig, amíg az idegen rajok a közelben táplálkoznak.